# Hypotarzetta
Hypotarzetta är ett släkte av svampar. Hypotarzetta ingår i familjen Pyronemataceae, ordningen skålsvampar, klassen Pezizomycetes, divisionen sporsäcksvampar och riket svampar.